# Administració militar soviètica a Alemanya
L'Administració militar soviètica a Alemanya (rus: Советская военная администрация в Германии, СВАГ o SVAG) (alemany: Sowjetische Militäradministration in Deutschland, SMAD) va ser el govern militar soviètic, aquarterat a Karlhorst, que va dirigir l'administració política, econòmica i militar de la zona oriental d'Alemanya ocupada per l'Exèrcit Roig en virtut de la partició determinada a la Conferència de Ialta, i va exercir aquesta administració des de la capitulació de l'Alemanya nazi a la Segona Guerra Mundial el 8 de maig de 1945 fins a l'establiment de la República Democràtica Alemanya el 7 d'octubre de 1949.
D'acord amb els acords presos a Potsdam per la Unió Soviètica, Gran Bretanya i Estats Units, el territori d'Alemanya va quedar dividit en tres zones d'ocupació militar, una per cada país participant; després es va fixar una quarta zona d'ocupació per a França. Igualment, ja s'havia fixat que les regions alemanyes de Pomerània, Silèsia, i Prússia Oriental, juntament amb la ciutat de Danzig, quedarien annexades com a territori de Polònia o de la Unió Soviètica, per la qual cosa no formarien part de cap "zona d'ocupació" en deixar de ser considerades com a territori pròpiament alemany.

## Activitats

### Economia

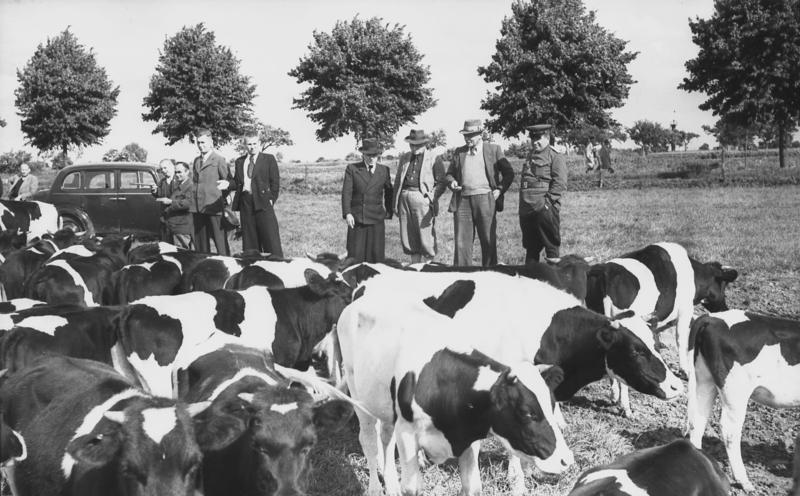
Inspecció de les cooperatives agrícoles per tècnics alemanys i soviètics, en 1949.

L'Administració Militar Soviètica tenia com a objectiu administrar territori alemany però alhora havia d'afrontar diversos problemes, com l'enorme flux de refugiats provinents de les províncies annexades a Polònia, la gran quantitat de poblacions abandonades per altres refugiats de Brandenburg o Saxònia que havien fugit de l'avanç de l'Exèrcit Roig, la gran destrucció econòmica originada per la mateixa guerra, i la gran quantitat de civils alemanys empobrits als que s'havia d'alimentar. L'economia alemanya necessitava ser modificada per servir a fins pacífics i no a la indústria de guerra, però amb tal pretext l'Administració Militar Soviètica va treure d'Alemanya moltíssima infraestructura per ser usada en la reconstrucció de la Unió Soviètica, i va desmantellar així la major part de fàbriques encara existents, va retirar matèries primeres emmagatzemades i màquines, i fins i tot es va emportar vies de ferrocarril no malmeses, per instal·lar-les en territori soviètic a manera de "reparació", la qual cosa va impedir una recuperació econòmica ràpida de la zona.
Els bancs privats quedaren nacionalitzats en 1945, juntament amb tota la indústria pesant que no s'havia transferit a l'URSS. De de la mateixa manera es va executar una reforma agrària que va transferir les finques cultivables de l'antiga aristocràcia prussiana (els Junker) a camperols sense terra. No obstant això, la destrucció econòmica imperant va impedir que aquestes mesures tinguessin un resultat pràctic i immediat, mentre les activitats econòmiques de la població es dirigien a assegurar la subsistència diària i els sectors de la indústria, agricultura, i finances funcionaven de manera molt precària.
L'Administració Militar Soviètica va establir una sèrie de controls de preus per fixar la direcció de la debilitada economia. L'antic sistema capitalista de comerç al detall no va poder ser abolit immediatament, atès que en Conferència de Ialta s'havia acordat que els vencedors de la Segona Guerra Mundial executarien polítiques econòmiques similars a tot el territori d'Alemanya. Des de 1946, en augmentar la rivalitat soviètica amb els Estats Units i la Gran Bretanya i fer-se més diferents les polítiques d'ocupació seguides per cada país vencedor, l'Administració Militar Soviètica va començar a adquirir un major control sobre l'economia de la seva zona.

### Política
El 10 de juny de 1945 les autoritats soviètiques van convocar a eleccions en la seva zona d'ocupació, fixaren la data d'eleccions per a l'octubre de 1946, i indicaren que només podrien participar "partits antifeixistes" per excloure així la possibilitat que antics nazis intentessin reocupar el poder. Es van presentar el Partit Comunista d'Alemanya, el Partit Socialdemòcrata d'Alemanya, la Unió Demòcrata Cristiana d'Alemanya i el Partit Liberal Democràtic d'Alemanya. El juliol de 1945 es va formar una "coalició" d'aquests quatre partits amb l'aprovació de l'Administració militar Soviètica, que va usar el nom de "Front Nacional".
Amb tot i això, per pressió de la Unió Soviètica, els partits dels comunistes i socialistes van haver de fusionar-se en un sol grup a l'abril de 1946, i prengueren el nom de Partit Socialista Unificat d'Alemanya; a causa del caràcter no desitjat de tal unió l'Administració militar Soviètica es va esforçar per molts anys a eliminar les desconfiances mútues de les dues faccions esquerranes recent unificades, sobretot dels socialistes que van dir que estaven postergats de tota decisió pels seus nous "aliats" comunistes i per la mateixa administració soviètica. En les eleccions lliures d'octubre de 1946 el recentment fundat Partit Socialista Unificat d'Alemanya, va guanyar la major part dels vots emesos la zona d'ocupació soviètica, però va ser derrotat a la ciutat de Berlín, on els socialistes locals havien rebutjat la unió forçosa amb els comunistes.

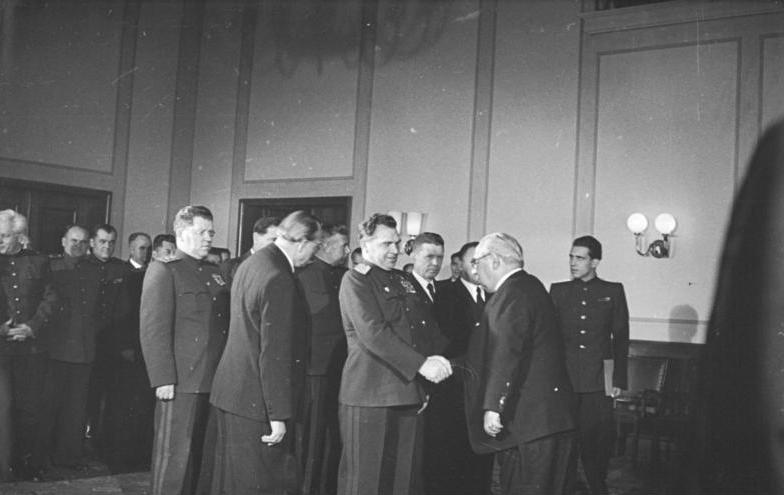
Wilhelm Pieck, primer Cap d'Estat de la RDA, rep Vasili Txuikov i altres generals de l' Administració Militar Soviètica, l'11 de novembre de 1949.

Després de les eleccions es van transferir funcions administratives al partit vencedor, tot i que es van deixar altres tasques rellevants a l'autoritat soviètica. Juntament amb això els altres partits integrants del Front Nacional (el Partit Liberal Democràtic i la Unió Demòcrata Cristiana), van ser lentament pressionats per reduir les seves crítiques a l'administració soviètica així com per expulsar els seus líders més dretans i reemplaçar-los per altres més afins a la Unió Soviètica, la qual cosa va generar que vers el 1949 com a partits quedessin a la pràctica subordinats del tot al Partit Socialista Unificat d'Alemanya, tot i que encara existien formalment.

## Fi
El novembre de 1948 la Comissió econòmica alemanya (Deutsche Wirtschaftskommission) va assumir l'autoritat administrativa en l'Alemanya Oriental, sota supervisió soviètica. Al maig de 1949, quan el Govern de l'Alemanya occidental va començar la seva formació, va ser elegit un Congrés Popular Alemany (Deutscher Volkskongreß) a la Zona d'ocupació soviètica, que el 7 d'octubre formaria un Govern provisional i establiria la República Democràtica Alemanya amb Wilhelm Pieck com a primer President d'aquesta. El 5 de novembre l'Administració militar va ser abolida i reemplaçada per la Comissió de Control Soviètica (Sowjetische Kontrollkommission), encara que aquesta no lliuraria formalment tots els seus poders i responsabilitats al govern de l'RDA fins a l'11 de novembre de 1949.